# Amankeldi Imanov
Amankeldi Üderbaïouly Imanov (en kazakh : Аманкелді Үдербайұлы Иманов ; en russe : Амангельды Удербайулы Иманов, Amangueldy Ouderbaïouly Imanov), né le 3 avril 1873 (15 avril dans le calendrier grégorien) dans l’aoul no 3 de la volost de Kaïdaoul (ru) (oblast de Tourgaï, Empire russe) et mort le 18 mai 1919(ou le 20 avril 1919), est un chef de guerre et révolutionnaire kazakh. Il fut l'un des meneurs de la révolte de 1916 contre l'Empire russe, et combattit au cours de la guerre civile russe dans le camp bolchévique.

## Biographie

### Jeunesse
Le père d'Amankeldi Imanov, Üderbaï Imanov, et sa mère, Kalampyr, n'avaient tous deux pas assez de bétail pour mener une vie de nomade, et s'installèrent à Baïkonour. Amankeldi est le petit-fils du batyr Iman Doulatouly (ru), qui était proche du khan kazakh Kenessary Kassymov. Üderbaï meurt alors que son fils n'a que huit ans. Ce dernier se rend durant trois ans à l'école de l'aoul, puis entre à l’âge de douze ans dans une madrasa, où il reste quatre ans et apprend le turc, l’arabe et le persan,.
Les années de la vie d'Imanov précédant le premier conflit mondial sont mal connues. Les autorités soviétiques affirmeront qu'il serait devenu ouvrier agricole, puis forgeron, et que de 1896 à 1910, il aurait participé à des opérations de lutte armée contre les propriétaires terriens (le Kazakhstan faisait alors partie de l'Empire russe), et se serait rendu à Pétrograd auprès de Kazakhs emprisonnés ; toutefois, aucune source ne permet actuellement de le confirmer,,.

### Révolte de 1916
Les populations du Turkestan russe ne furent pas mobilisées au début de la Première Guerre mondiale, mais le 25 juin 1916, Nicolas II proclama la mobilisation des peuples d'Asie centrale au sein de l'armée impériale. Les hommes de 19 à 43 ans sont alors appelés à rejoindre des bataillons de travail, l'essentiel de l'armée étant déjà mobilisée sur le front de l'Est. La nouvelle se répand alors que la situation socio-économique locale est particulièrement tendue, et une série de révoltes éclatent dans toute l'Asie centrale, notamment dans la région de Tourgaï (ru) (dans l'actuelle région de Qostanaï). Imanov et Alibi Djanguildine (ru) se déplacèrent dans les villages avec un cinématographe pour diffuser des films de propagande et recruter des hommes. Ce dernier forma une force de cavalerie organisée et disciplinée et devint son commandant en chef, en s'appuyant sur un conseil de guerre. Au plus fort du soulèvement, environ 50 000 combattants rejoignirent Imanov. D'octobre à novembre 1916, Imanov assiégea Tourgaï sans succès, mais réussit à se procurer des armes et des munitions. Il met sur place un système d'administration et de collecte des impôts, et organise à nouveau le siège de la ville en janvier 1917,. À l'approche des renforts russes, un corps expéditionnaire commandé par le général Lavrentiev, comprenant 17 compagnies de fusiliers, 1 800 cosaques, quatre escadrons de cavalerie et dix mitrailleuses, les rebelles commencèrent des actes de guérilla. Les combats durèrent jusqu'en mars 1917, date à laquelle le corps russe s'est retiré à la suite de la révolution de février. Le gouvernement provisoire nomme par la suite Alikhan Boukeïkhanov (qui fait brièvement arrêter Djangildine) comme commissaire de la région de Tourgaï, et la tension entre Imanov et les représentants de l'Alash Orda monte tout au long de l'année 1917.

### Guerre civile
Après la révolution d'Octobre, Imanov devint commissaire militaire de la région de Tourgaï, et contribua à établir le pouvoir soviétique dans la région de Tourgaï. Sous l'influence d'Alibi Djanguildine, il devint membre du Parti communiste de Russie et combattit aussi bien les Russes blancs que les partisans de l'autonomie d'Alash . En juillet 1918, il dirigea les élections des soviets dans les aouls du district. Il organisa également des unités de l'Armée rouge au Kazakhstan et soutint des mouvements de résistance contre le gouvernement de l'amiral Koltchak. Il fut aussi membre du congrès régional des soviets d'Orenbourg. Ievgueni Brusilovski aurait rapporté qu'en 1918, lors de la bataille de Tsaritsyne, Staline aurait été en contact avec un large détachement de rebelles commandés par un certain « Amangueldy ». En novembre 1918, il reconquiert Tourgaï, reprise entre temps par les anticommunistes. Lorsque l'armée de Koltchak traversa la région de Tourgaï au printemps 1919, les partisans de l'autonomie d'Alash se révoltèrent contre les bolcheviks . 
Le 18 avril 1919, Imanov reçut l’ordre de marcher avec son détachement pour rejoindre les troupes soviétiques du front d’Aktioubé, deux jours avant que le pouvoir soviétique ne soit renversé à Tourgaï. Les circonstances exactes de sa mort ne sont pas connues, Imanov aurait été fait prisonnier puis exécuté le 20 avril, ou, selon d'autres sources, le 18 mai. Djangildine affirma en 1923 qu'Imanov aurait été tué par les partisans de l'autonomie d'Alash, mais d'autres historiens attribuent sa mort aux Russes blancs.

## Postérité
- La vie d'Amankeldi Imanov fut largement mise en avant au Kazakhstan, et ce dès la période soviétique :
- Il est le héros d'un film : Amangueldy (ru) (Амангельды), réalisé par Moïsseï Lévine (ru) et sorti en 1938. Le rôle d'Imanov est interprété par Iélioubaï Oumourzakov (ru)[8].
- Les rues Amankeldi sont nombreuses dans les villes kazakhes : Astana, Chymkent, Ouralsk, Qostanaï, Pavlodar, etc.
- Il existe aussi de nombreuses statues, notamment à Almaty.
- Il n'existe aucune photo d'Imanov. Son portrait fut réalisé plus tard d'après les indications de témoins.